# Lancia

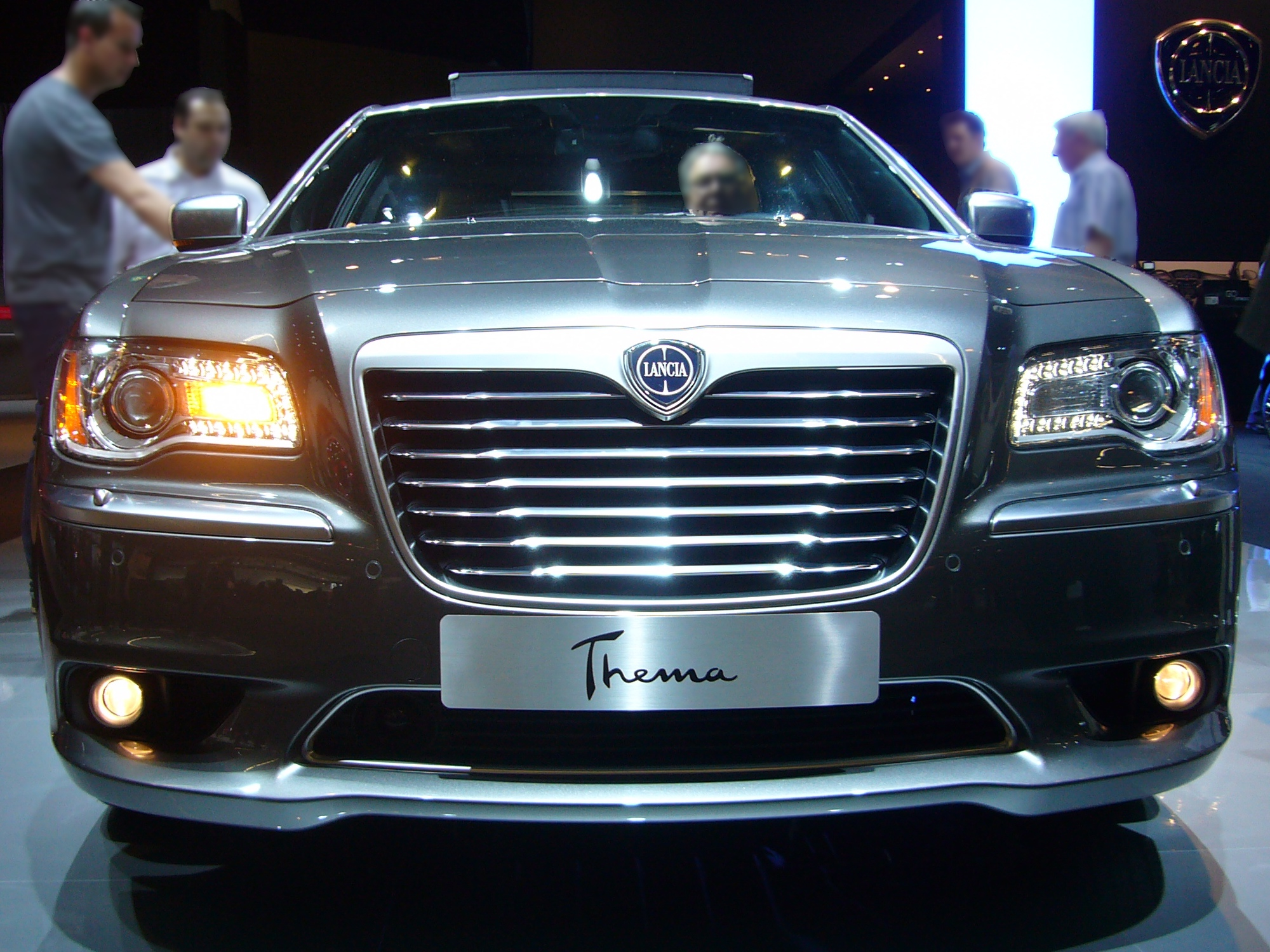
Lancia Thema.

Lancia är ett italienskt bilmärke från Turin som sedan 2021 är en del av Stellantis. Lancia har haft stora framgångar i rally-VM och är känt för sina innovationer (bland annat den första självbärande karossen) och är en av Europas mest traditionsrika biltillverkare. Fram till 1972 tillverkade Lancia även lastbilar, en division som gick in i Iveco 1975. Lancia hade som en del av Fiat-koncernen  ett samarbete med Saab under 1970- och 1980-talen. 
Efter att Fiat och Chrysler gått samman i Fiat Chrysler Automobiles såldes vissa av det märkets modeller i Europa som Lancia.

## Historia

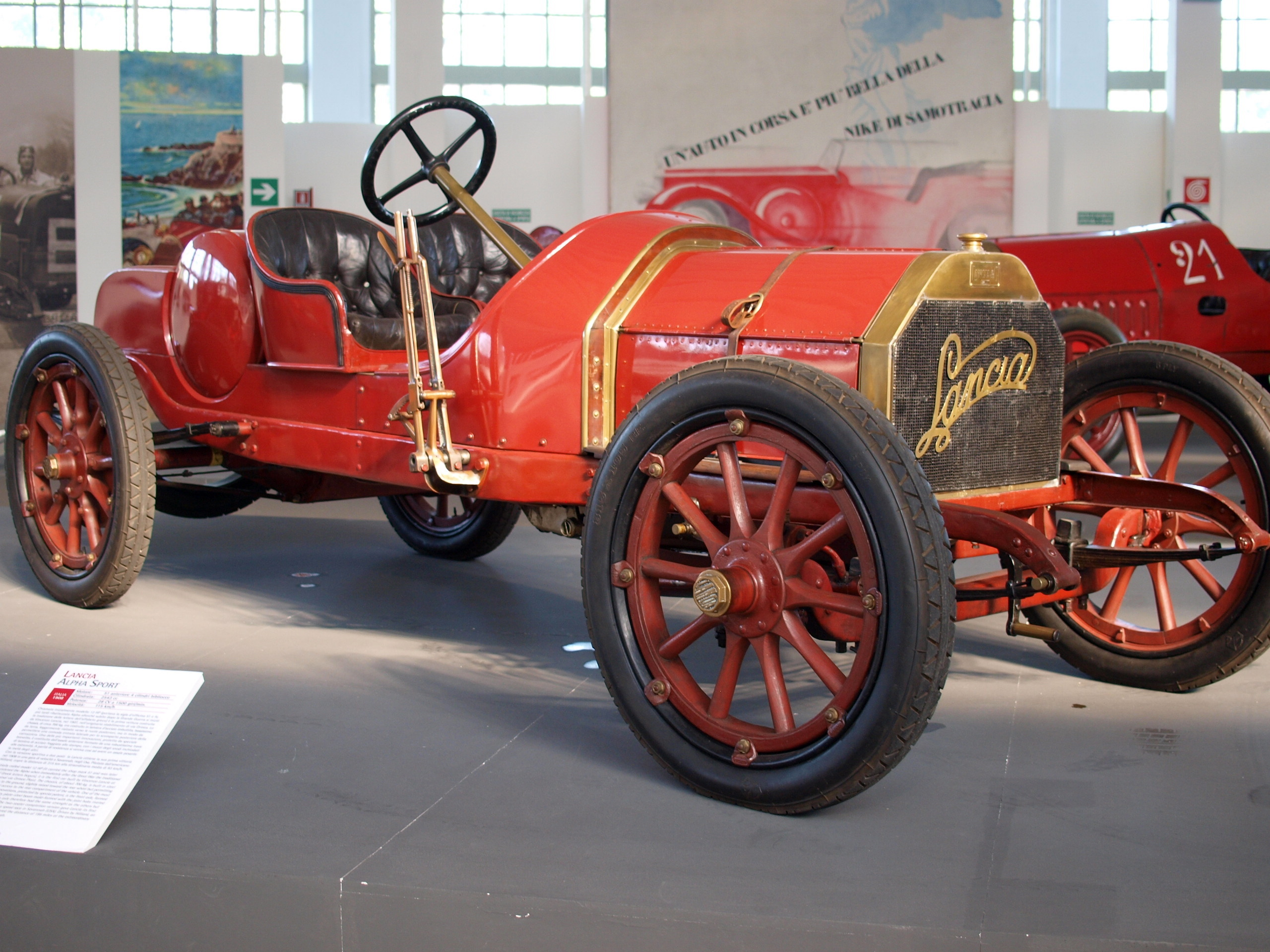
Lancia Alfa.

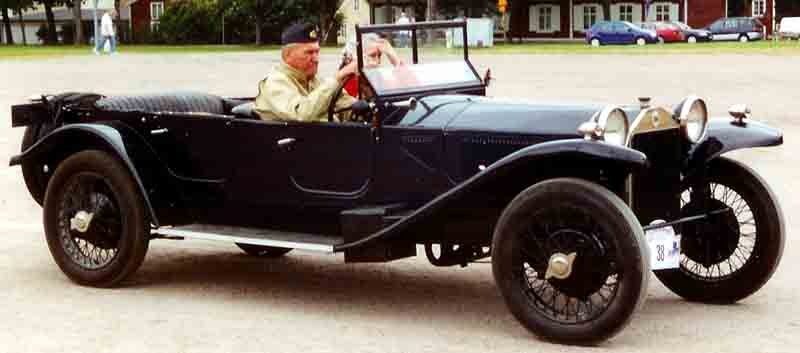
Lancia Lambda Torpedo 1925.

Lancia grundades 1906 som Lancia & C. Fabbrica Automobili av Vincenzo Lancia och Claudio Fogolin. Vincenzo Lancia arbetade på Fiat som testförare och blev sedan racerförare för bolaget. 1907 följde den första egna bilmodellen i 12 hp Alfa och sedan följde modellerna Lambda och Aprilia. Precis som andra biltillverkare (bl.a. Alfa Romeo) tillverkade bolaget annat; Lancia tillverkade lastbilar, bussar och trådbussar. Den första lastbilen var Lancia Jota som presenterades 1915.
Lancia har länge använt grekiska bokstäver som modellnamn. 1913 kom Lancia Theta som var en milstolpe med sina elektriska utrustning. Vincenzo Lancias tanke bakom Lancia Lambda som tillverkades 1923–1931 var att bygga en liten och lätt bil, som inte behövde så stor motor för att uppnå goda prestanda. För att nå målen fick han ta till flera nya idéer och Lambdan anses vara en viktig milstolpe i bilutvecklingen. För att hålla nere vikten var chassit ovanligt klent dimensionerat. Som förstärkning svetsades plåtar runt passagerarutrymmet som sedan kläddes med karossplåtar. Resultatet blev världens första självbärande kaross.
1937 avled Vincezo Lancia av en hjärtattack och ledningen av bolaget togs över av hans fru Adele Miglietti-Lancia och sonen Gianni Lancia. Nu värvades Vittorio Jano över från Alfa Romeo. Jano arbetade bland annat med Lancia Aurelia som var Lancias första efterkrigskonstruktion. Sedan den gammalmodiga Dilambdan försvunnit 1935 övertog Asturan rollen som märkets flaggskepp.
Bolagets bilar fick en hög status för sin kombinerade sportighet och lyx med exempel på kända ägare i Benito Mussolini, som hade en vinröd Lancia Astura. Senare har Lancia Thesis använts av Vatikanen och Italiens president.

### Familjen Lancia lämnar

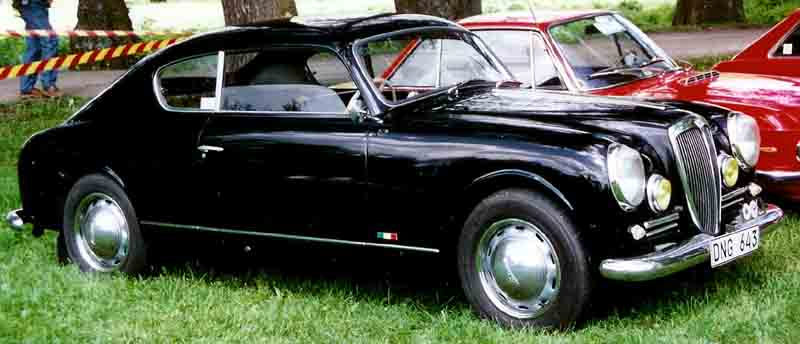
Lancia Aurelia GT 1951.

Lancia kunde efter Andra världskriget inte stegra sin produktion i tuff konkurrens med Fiat men kanske framförallt med Alfa Romeo, som hade liknande modeller. Familjen Lancia förlorade kontrollen över företaget 1955, då familjen tvingades sälja till Carlo Pesenti. Ekonomin hade varit skral alltsedan Andra världskriget, och utvecklingen av de nya Aurelia- och Appia-modellerna hade varit kostsam. Men den utlösande faktorn blev den misslyckade satsningen på Formel 1 säsongen 1954–1955, som kostade ytterligare stora summor. 1954 debuterade Lancias formel 1-vagn D50, konstruerad av Jano, men satsningen blev alltför dyrbar för Lancia, och 1955 överlät man hela projektet till Ferrari. Sedan Jano lämnat Lancia 1955 fick Antonio Fessia ansvaret att ta fram företagets nya mellanklassbil som blev Lancia Flavia, som presenterades 1960.

### Fiat tar över

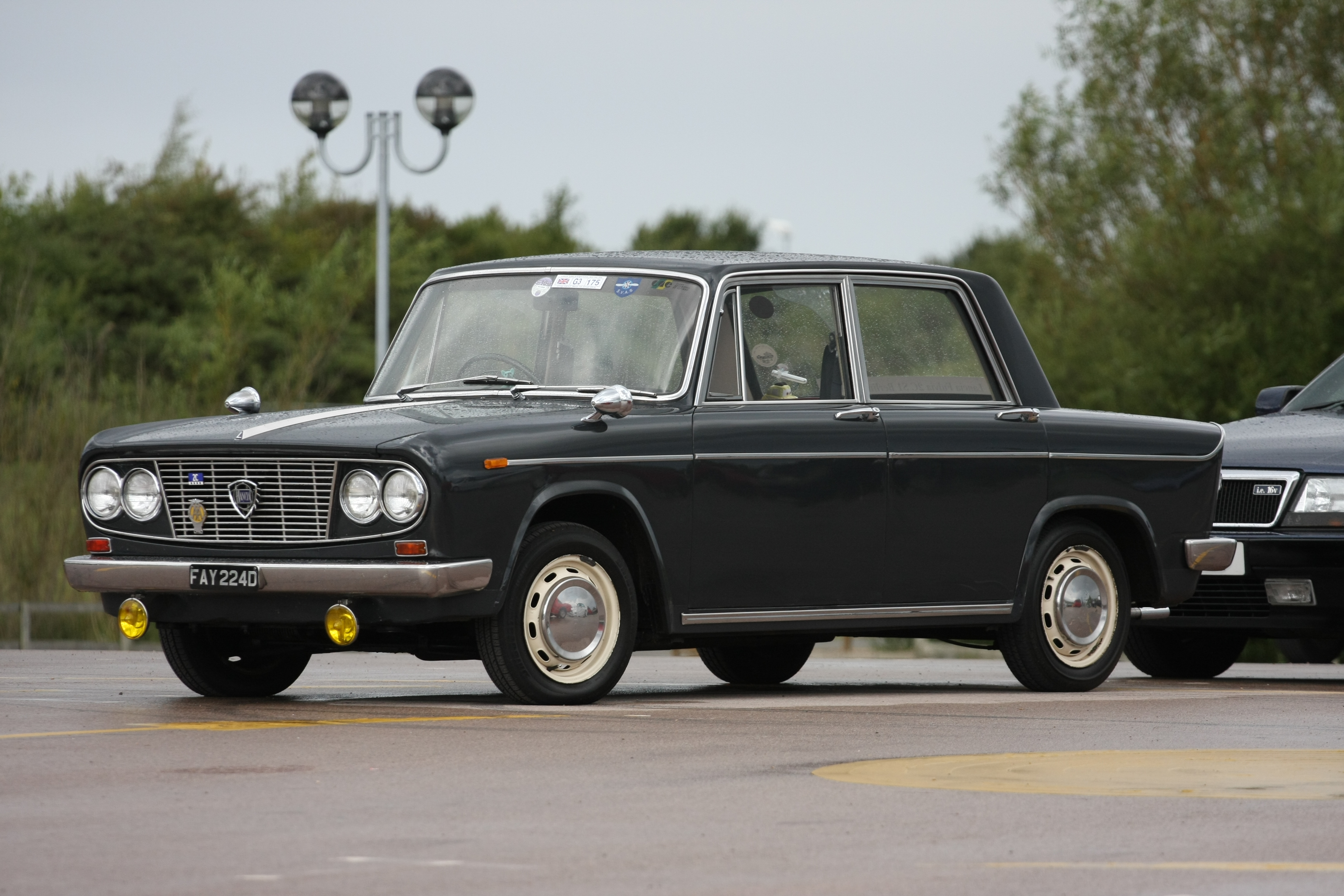
Lancia Fulvia.

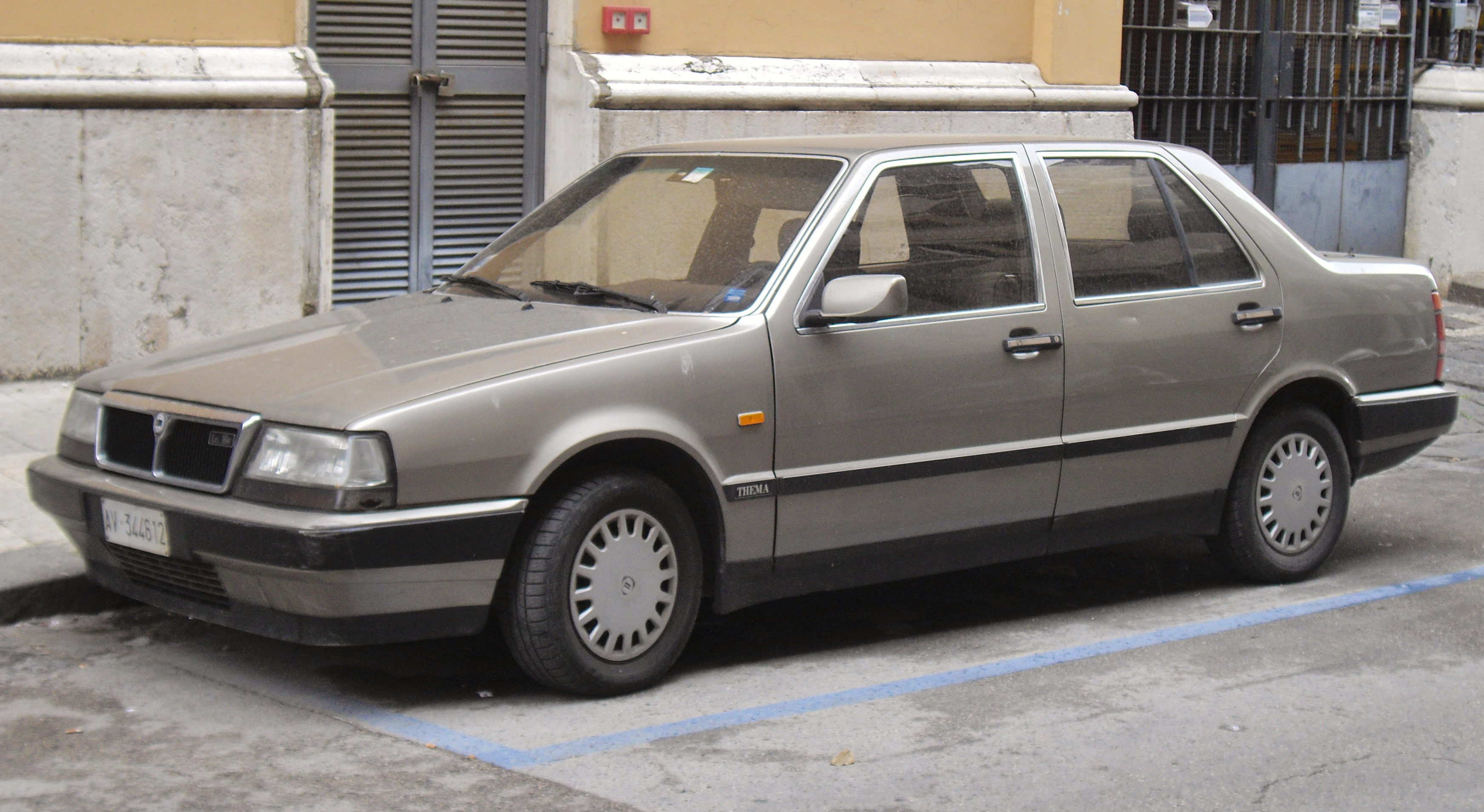
Lancia Thema i.e. 16V.

Efter förlusttyngda år på sextiotalet sålde Pesenti det anrika företaget till Fiat 1969, då Lancia gick med stora förluster. På 1970-talet följde modeller som Stratos, Gamma och Beta. Lancia Beta var den första modell som presenterades sedan Fiat tagit över företaget. Den nya bilen ritades och konstruerades av Lancias egen stab, och den enda komponent som hämtades från moderföretaget var motorn. Den nya stora modellen Lancia Gamma presenterades på Genèvesalongen 1976. Företrädaren Flaminia hade försvunnit redan 1970, men Gamma ersatte även den mindre Flavia. 
Under 1970-talet kom Autobianchis lilla modell att föras över till Lancia och utvecklades efter hand till att bli Lancia Y10. Tekniskt byggde Y10 på koncernkollegan Fiats Pandamodell, men Y10 hade en helt egen kaross och marknadsfördes som ett exklusivt alternativ i småbilsklassen. Dagens Ypsilon är en direkt efterträdare. 1979 utnämndes Lancia Delta till Årets bil av europeiska motorjournalister. Under 1980-talet firade Lancias Delta-modell stora framgångar inom rally.

### Samarbete med Saab
Ett samarbete inleddes med Saab vilket gjorde att Saab började sälja Lancia i Sverige på 1980-talet. Modellen Lancia Delta såldes i Sverige, Finland och Norge under namnet Saab-Lancia 600. Saab-Lancia 600 hade ett av Saab modifierat värme- och kylsystem men var för övrigt bara en Lancia Delta med Saabmärke på. 
De svenska Saabåterförsäljarna sålde även Lancias modeller A112 och Prisma, men under Lancias märke. Ett problem var att Saab-verkstäderna inte hade någon erfarenhet av att serva Lancia. Det fanns också rost- och kvalitetsproblem. Vid årsskiftet 1987/1988 tog den svenske Fiatimportören över från Saab-Ana, och sålde till en början enbart Y10 (man slutade erbjuda Prisman). Lancia slutade sedermera att säljas i Sverige. 1977–1984 såldes Lancia i USA men man lämnade USA-marknaden samtidigt som Fiat.
Ett samarbete skedde med Saab samt koncernsyskonet Fiat och Alfa Romeo kallat ("de fyras klubb") som gav Lancia Thema som under många år var företagets flaggskepp. 1994 presenterades Lancia Kappa som efterträdare till Thema. Lancia Zeta blev företagets första minivan och följdes av Phedra 2002. 2001 presenterades Lancia Thesis som en ny modell i lyxbilssegmentet men den blev ingen försäljningsframgång.

### Samarbete med Chrysler

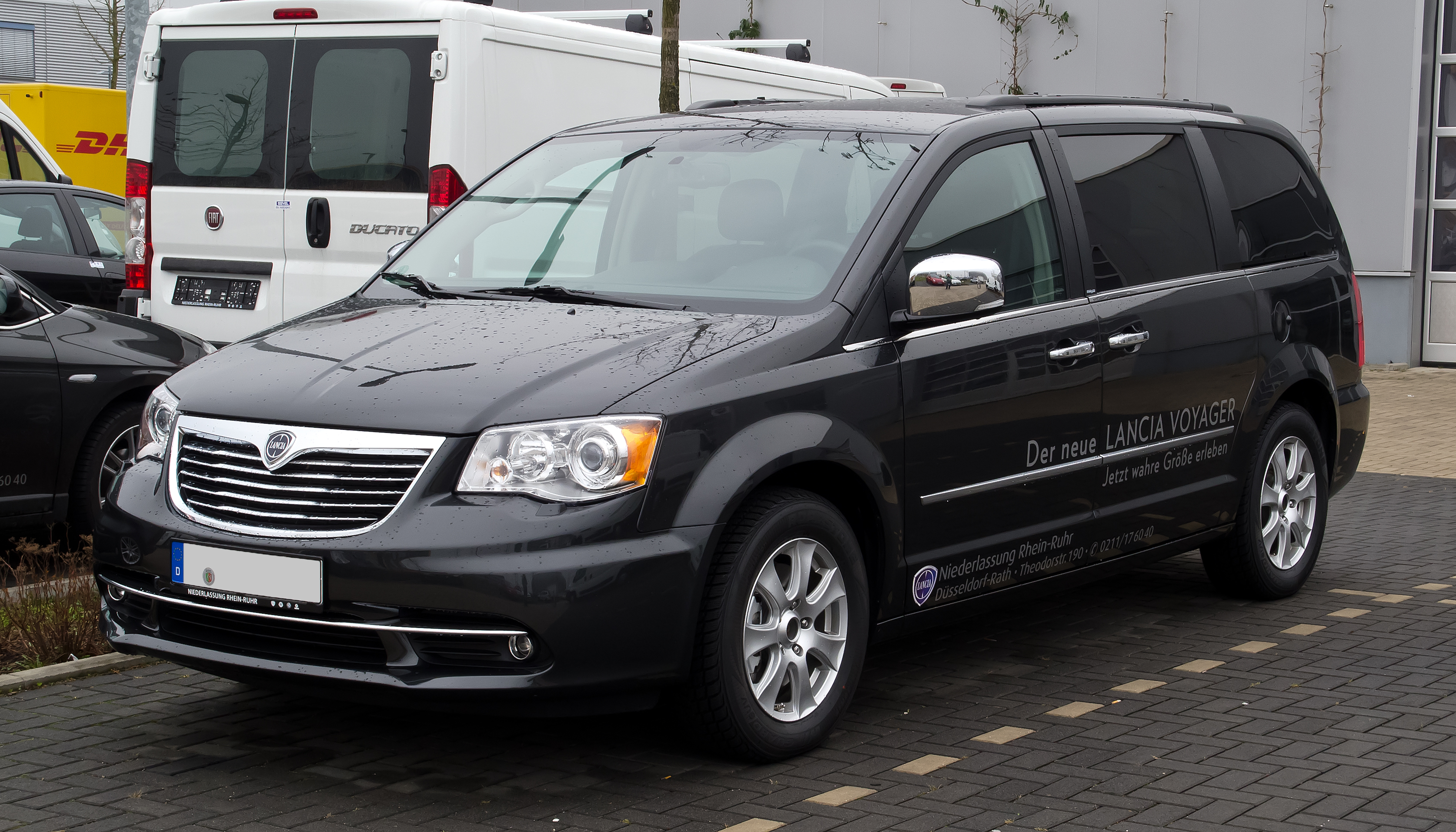
Lancia Voyager.

2007 blev Lancia genom en omorganisation ett dotterbolag till Fiat Group som 2015 blev FCA Italy som ingår i Fiat Chrysler Automobiles. Lancia förberedde 2008 en omfattande relansering av märket på ett flertal europeiska marknader där man inte fanns representerade, till exempel Storbritannien och även Sverige. När Fiat började samarbete med Chrysler och sedermera gick samman ledde detta till ett samarbete mellan Lancia och Chrysler som startade 2009. 2011 började Lancias märke att användas på Chryslermodeller i Europa och Lancia-modeller kom att på vissa marknader säljas under Chrysler-namnet. I Storbritannien (Lancia hade lämnat den brittiska marknaden 1994), Irland, Ryssland och Ukraina såldes Lancias modeller under märket Chrysler. Lancia återlanserades i Sverige på hösten 2011 med fyra modeller (Ypsilon, Delta, Voyager och Thema). Lancia såldes hos Fiat/Alfa Romeo/Jeep-återförsäljare. Lancia förblev  ett litet bilmärke i Sverige. Antal nyregistreringar uppgick till 102 år 2011 och 467 år 2012.
På Genèvesalongen 2011 introducerade Lancia en tredje generation Ypsilon. Bilen bygger på samma grund som Fiat 500. Produktionen flyttades samtidigt från Italien till Polen.

### Lancia endast i Italien
Lancias nya modeller Flavia, Thema och Voyager baserades på Chrysler-modeller. Försäljningen gick dåligt och 2014 upphörde samarbetet och Lancia kom endast att ha Ypsilon och Voyager i sitt utbud. 2015 följde beslutet att Lancia endast säljs på den italienska hemmamarknaden och 2017 upphörde exporten helt. Idag är den enda kvarvarande modellen småbilen Lancia Ypsilon.

## Nyttofordon

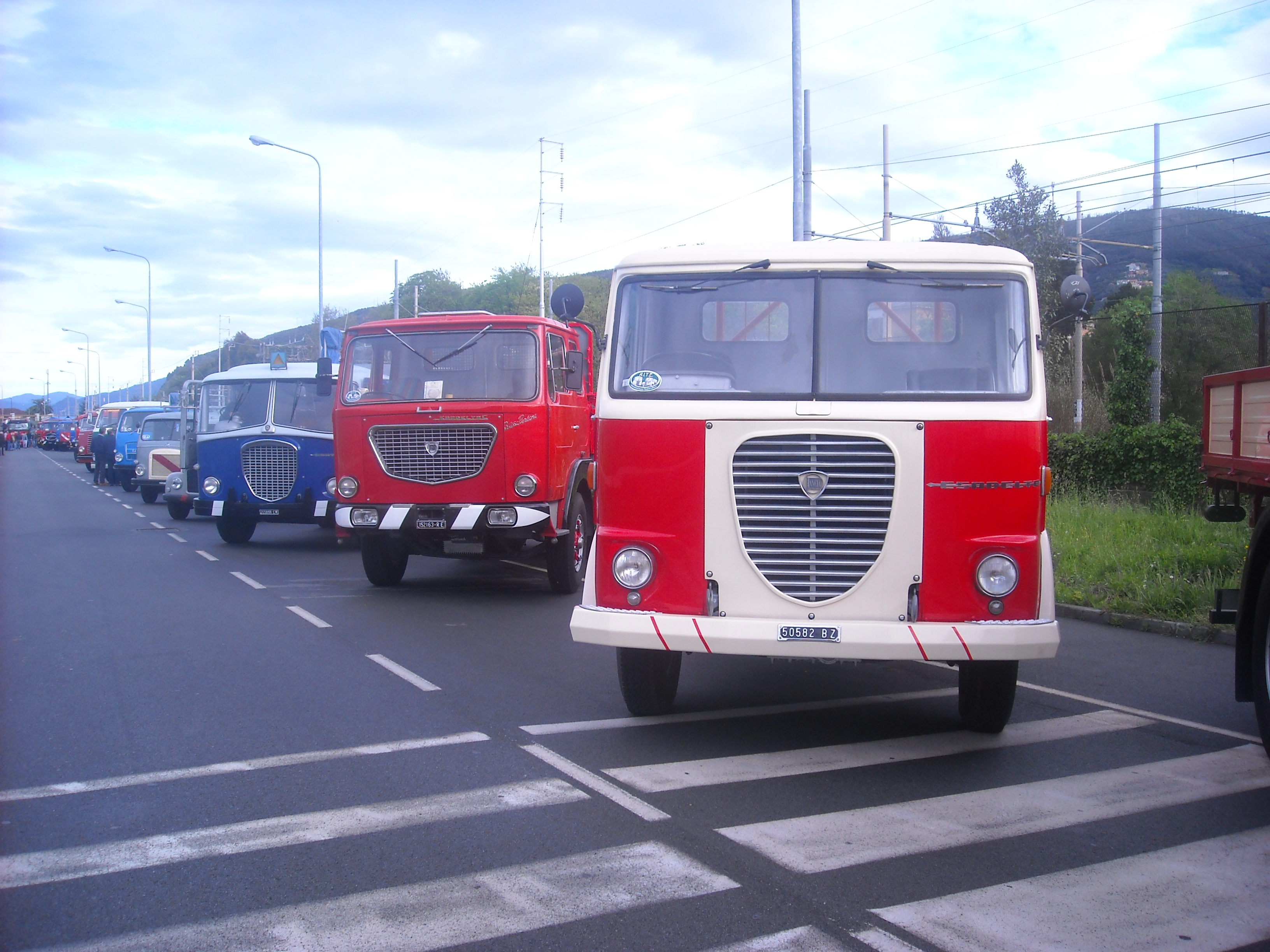
Lastbilar från Lancia.

Lancia grundade 1912 Lancia Veicoli Industriali för tillverkning av nyttofordon. Lancia kom att tillverka en rad lastbilar, bussar, trådbussar och militärfordon. 
Efter andra världskriget tillverkades modellen Lancia Esatau 1947–1963. Den sista tunga lastbilsmodellen var Lancia Esagamma som tillverkades 1962–1973. Esagamma fanns både som lastbils- och busschassi. Lancia sålde i samarbete med karosserifirmor stadsbussar till bland annat Milano och Rom.
1970 fick nyttofordonsdivisionen det nya namnet Lancia Veicoli Speciali. Lancia lämnade tillverkning av nyttofordon i början av 1970-talet och verksamheten kom att gå upp i nyttofordonstillverkaren Iveco som Fiat bildade 1975. Tillverkningen av militärfordon i Lancias fabrik i Bolzano fortsatte fram till 1990.

## Modeller

### Aktuella modeller

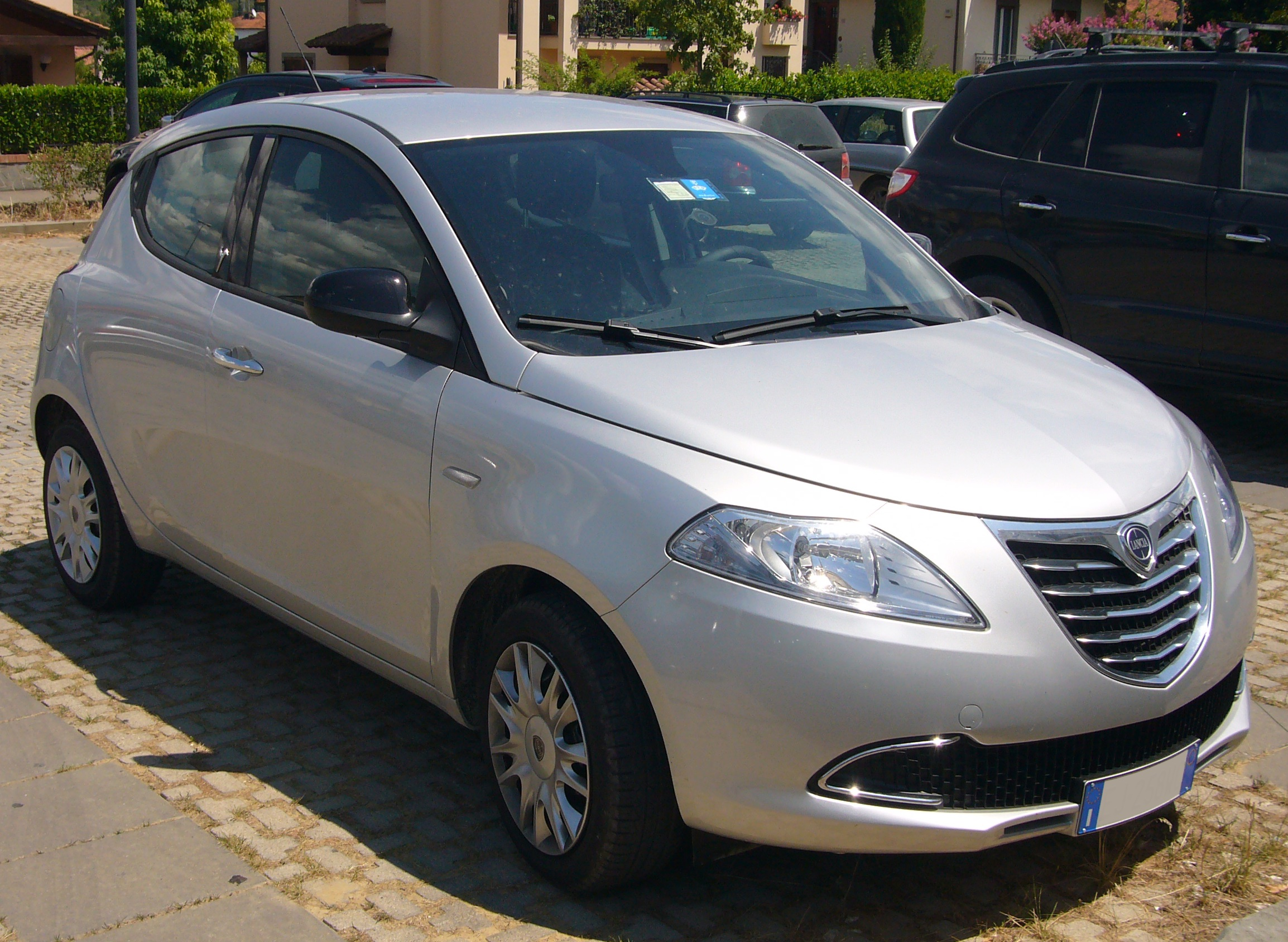
Lancia Ypsilon

- Lancia Ypsilon

### Historiska modeller
- Lancia Alfa (1908)
- Lancia Dialfa (1908)
- Lancia Beta (1909)
- Lancia Gamma (1910)
- Lancia Delta (1911)
- Lancia Epsilon (1911–12)
- Lancia Eta (1911–14)
- Lancia Theta (1913–18)
- Lancia Kappa (1919–22)
- Lancia Dikappa (1921–22)
- Lancia Trikappa (1922–25)
- Lancia Lambda (1923–31)
- Lancia Dilambda (1928–35)
- Lancia Artena (1931–36)
- Lancia Astura (1931–39)
- Lancia Augusta (1933–36)
- Lancia Aprilia (1937–49)
- Lancia Ardea (1939–53)
- Lancia Aurelia (1950–58)
- Lancia Appia (1953–63)
- Lancia Flaminia (1957–70)
- Lancia Flavia (1960–71)
- Lancia Fulvia (1963–76)
- Lancia Stratos (1971–75)
- Lancia 2000 (1971–75)
- Lancia Beta (1972–85)
- Lancia Beta Montecarlo (1974–81)
- Lancia Gamma (1975–84)
- Lancia Delta (1979–94)
- Lancia Prisma (1982–89)
- Lancia A112 (1981)
- Lancia Rally 037 (1982–83)
- Lancia Thema (1984–94)
- Lancia Y10 (1985–95)
- Lancia Dedra (1989–99)
- Lancia Delta II (1993–99)
- Lancia Kappa (1994–2000)
- Lancia Zeta (1994–2003)
- Lancia Ypsilon (1995–2003)
- Lancia Lybra (1999–2006)
- Lancia Phedra (2002–09)
- Lancia Thesis (2002–09)
- Lancia Musa
- Lancia Delta III
- Lancia Thema
- Lancia Voyager
- Lancia Flavia

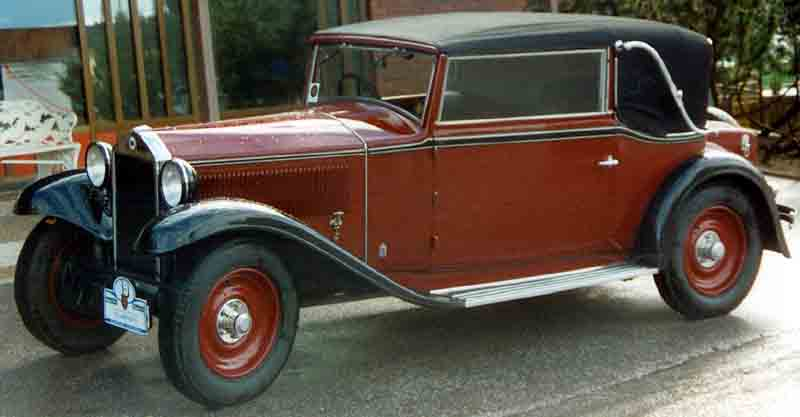
Lancia Artena Cabriolet 1931
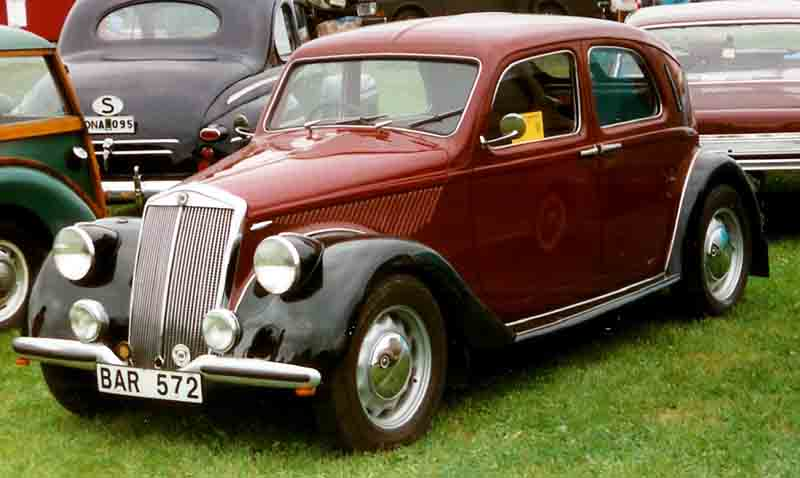
Lancia Aprilia Berlina 1937
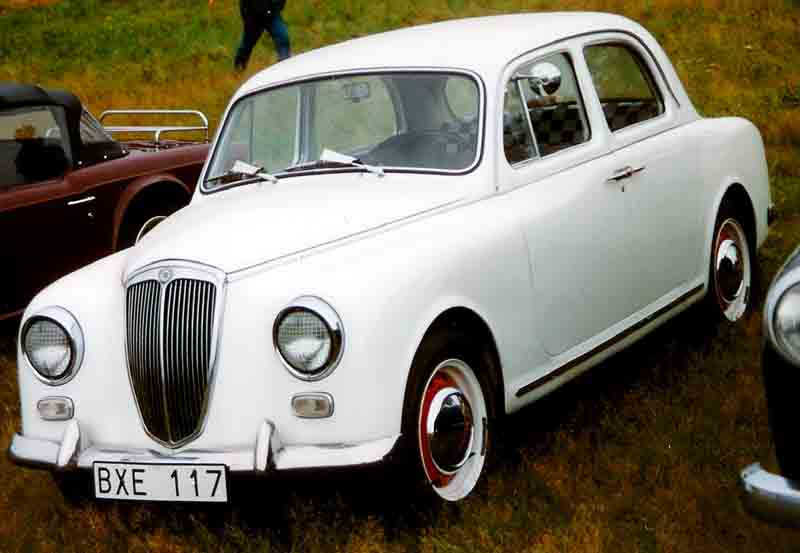
Lancia Appia Berlina 1958
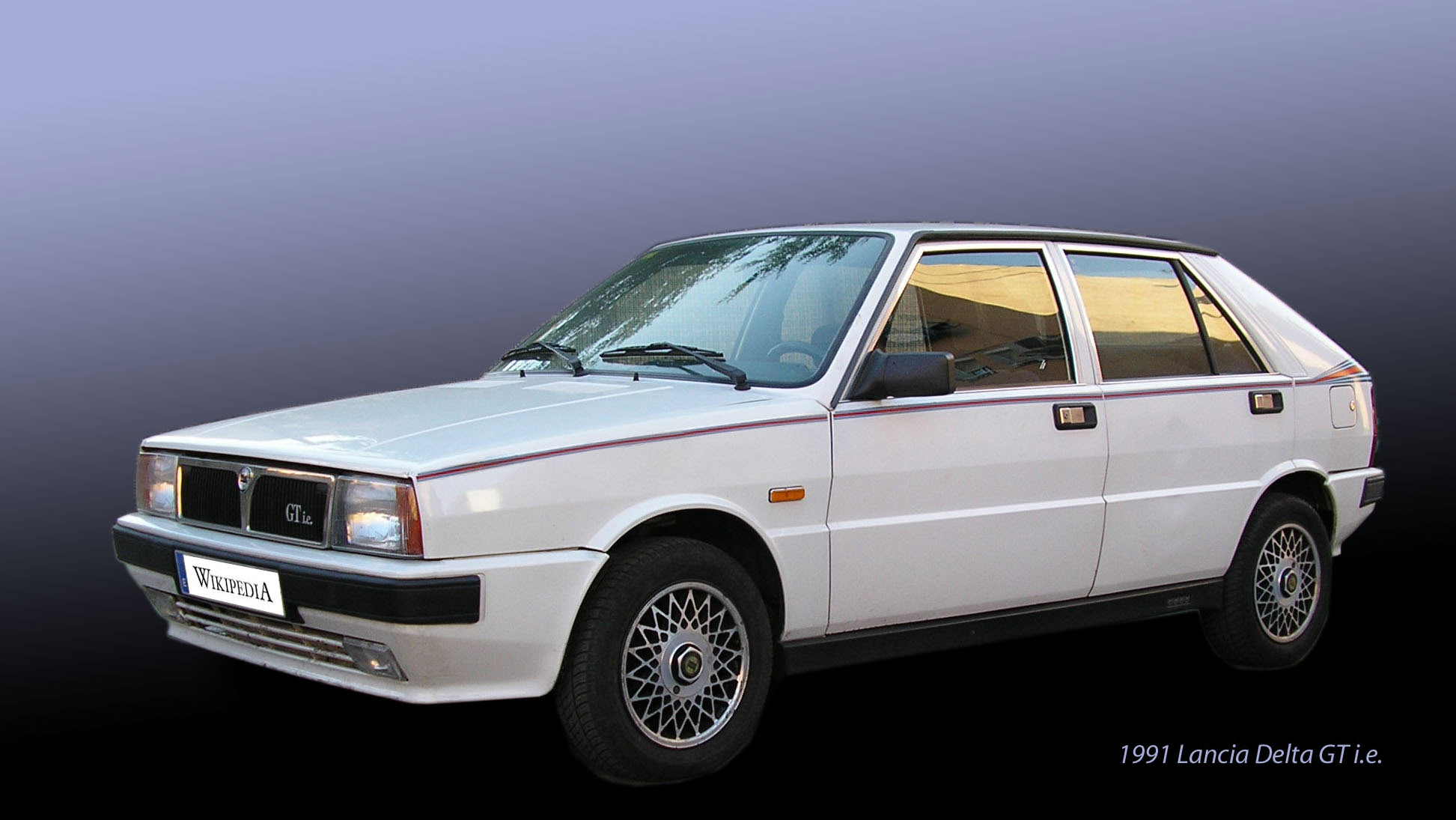
Lancia Delta (1991).
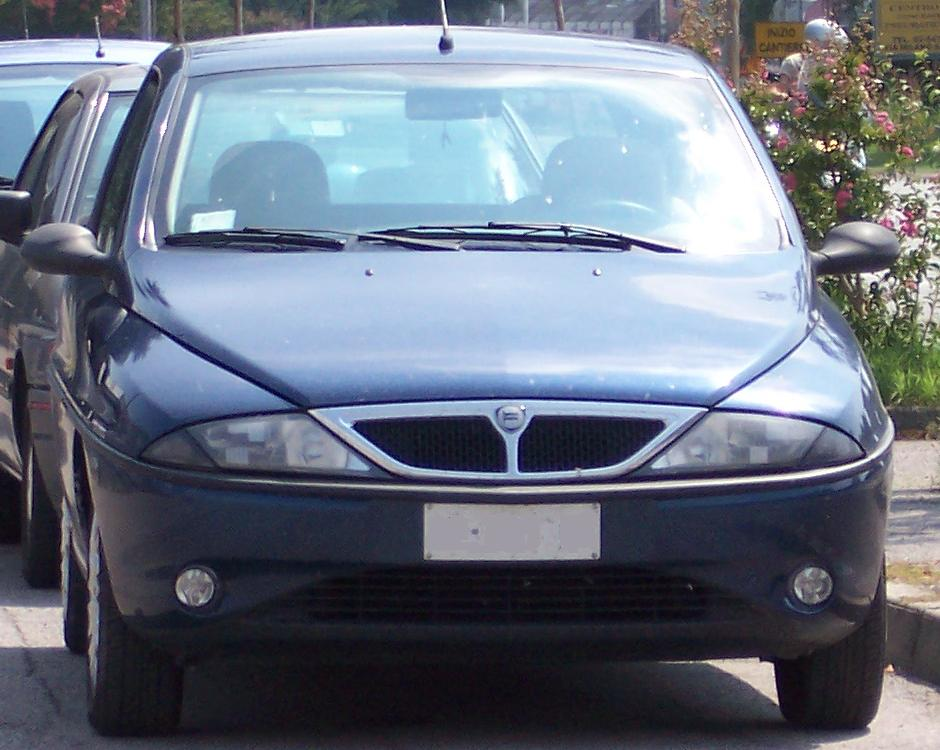
Lancia Ypsilon
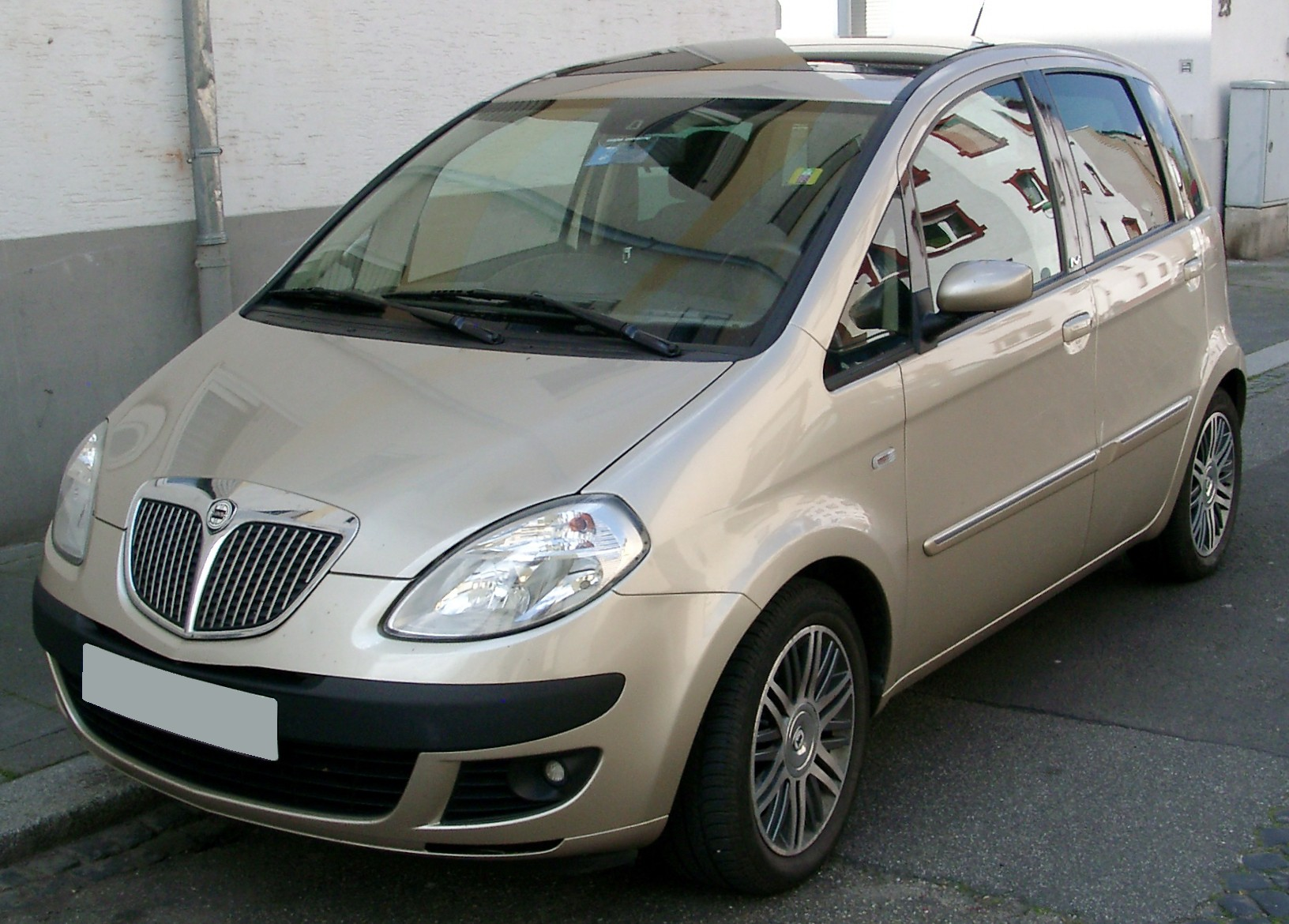
Lancia Musa
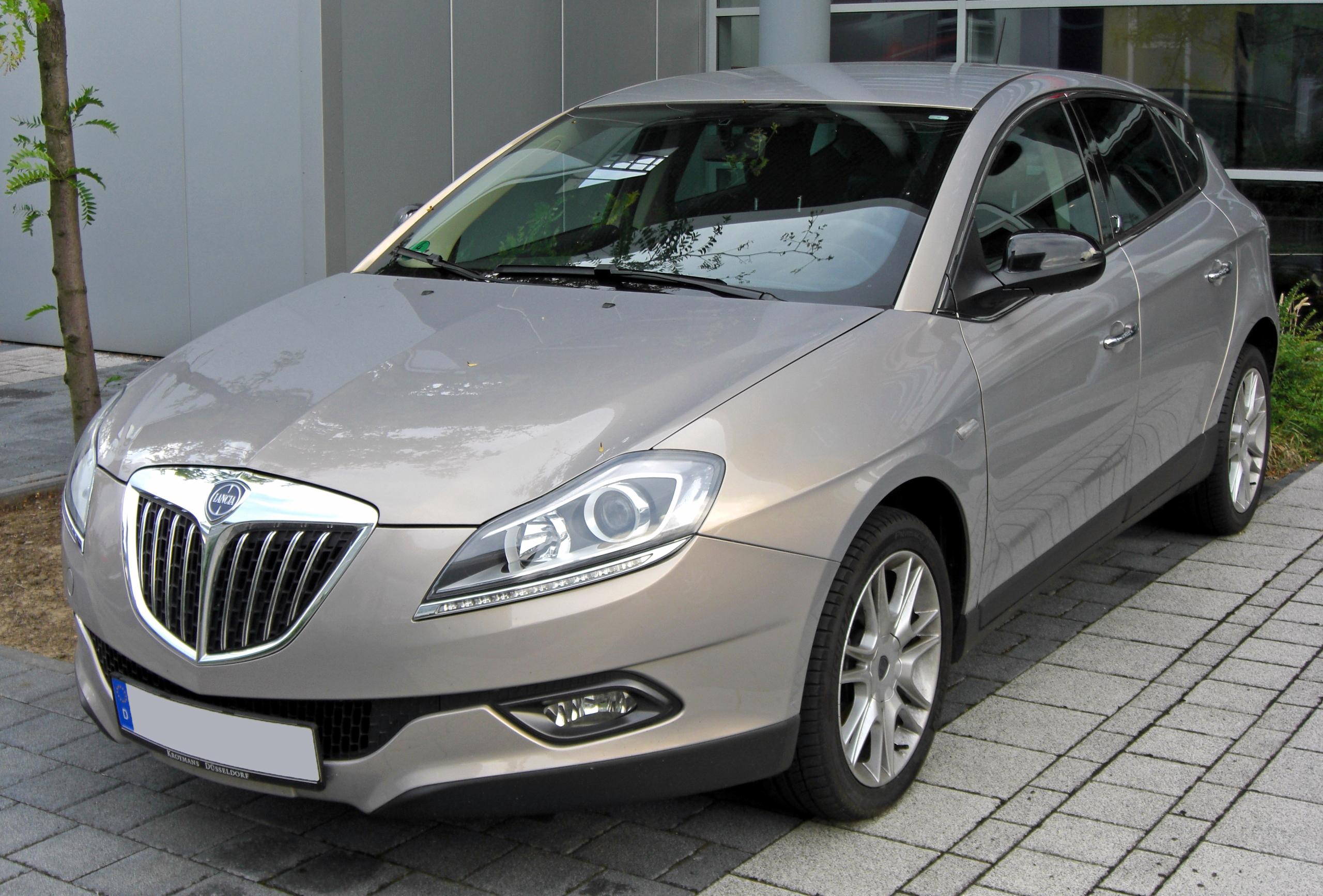
Lancia Delta
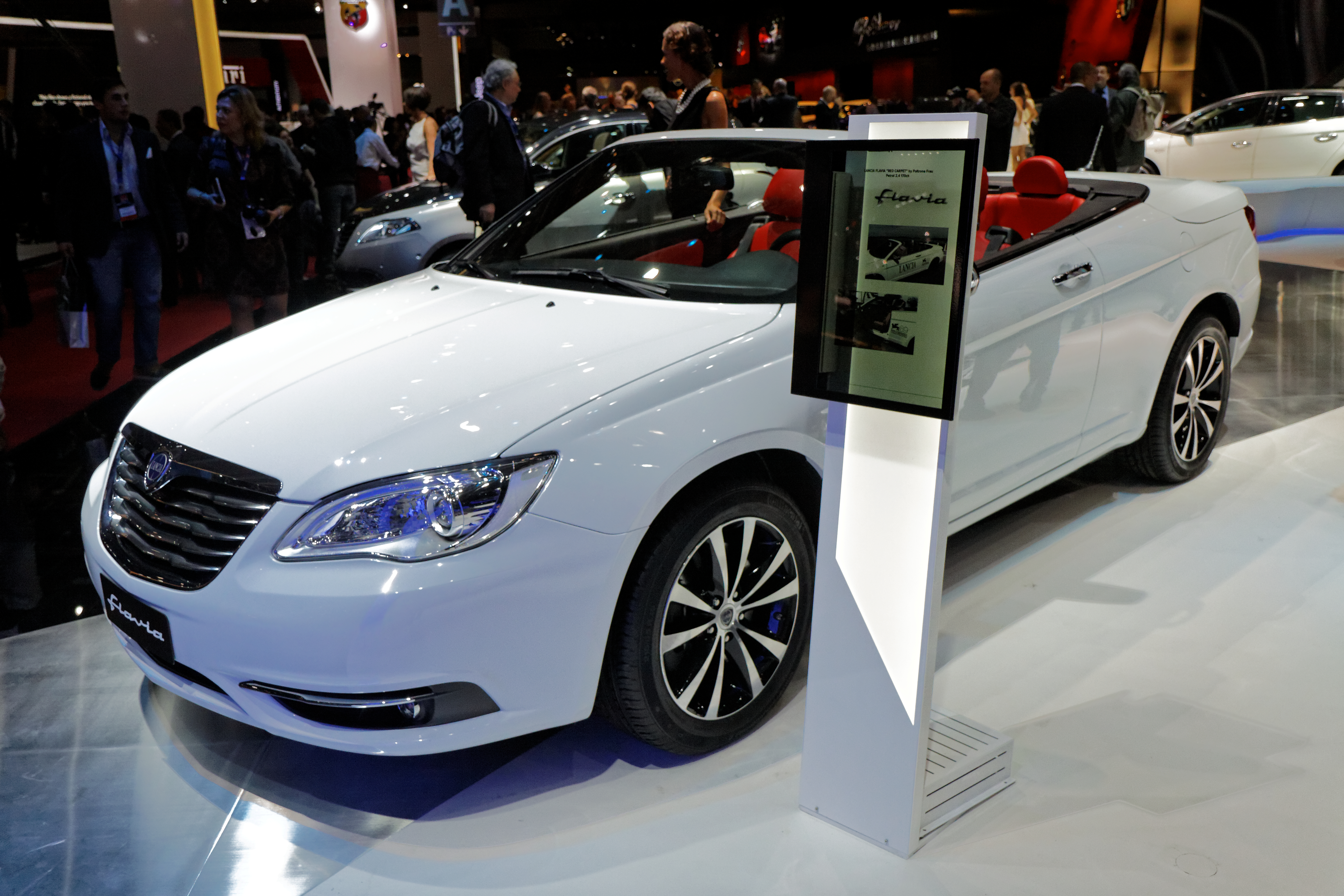
Lancia Flavia
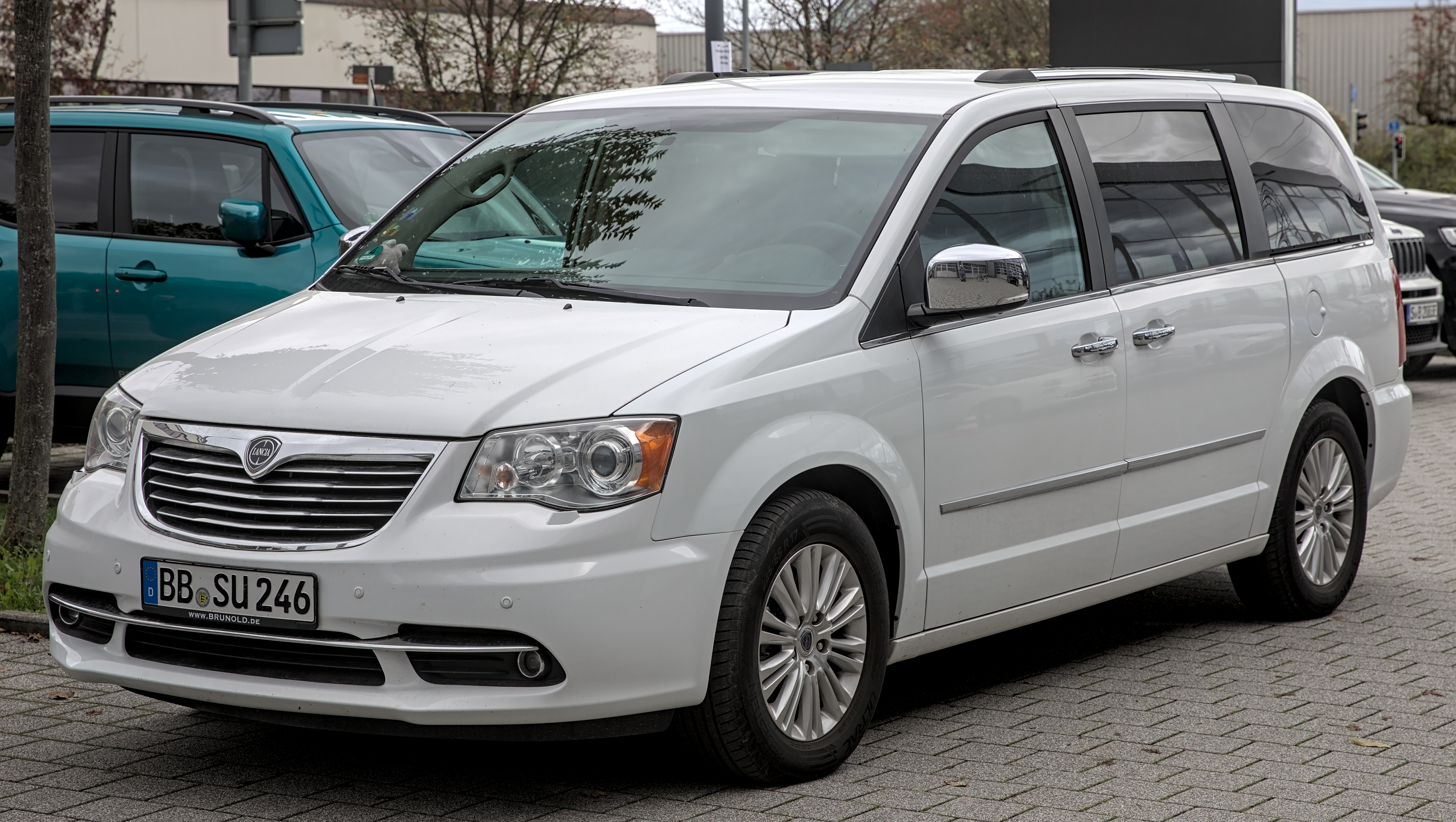
Lancia Voyager

## Motorsport

### Sportvagnsracing
Trots att Vincenzo Lancia själv varit racerförare var han inte intresserad av att tävla med sina egna bilar. Först sedan sonen Gianni tagit över ledningen för företaget engagerade sig Lancia på allvar i motorsport. Vittorio Jano tog fram en sportvagn, D20/D23/D24-serien som tog flera segrar i sportvagns-VM under 1953 och 1954, däribland Carrera Panamericana, Mille Miglia och Targa Florio.
Lancia kom tillbaka till sportvagnsracingen i mitten av 1970-talet med modellerna Stratos och Montecarlo. Grupp C-bilen Lancia LC2 tävlade i VM i början av 1980-talet men efter 1986 satsades alla resurser på rally-teamet.

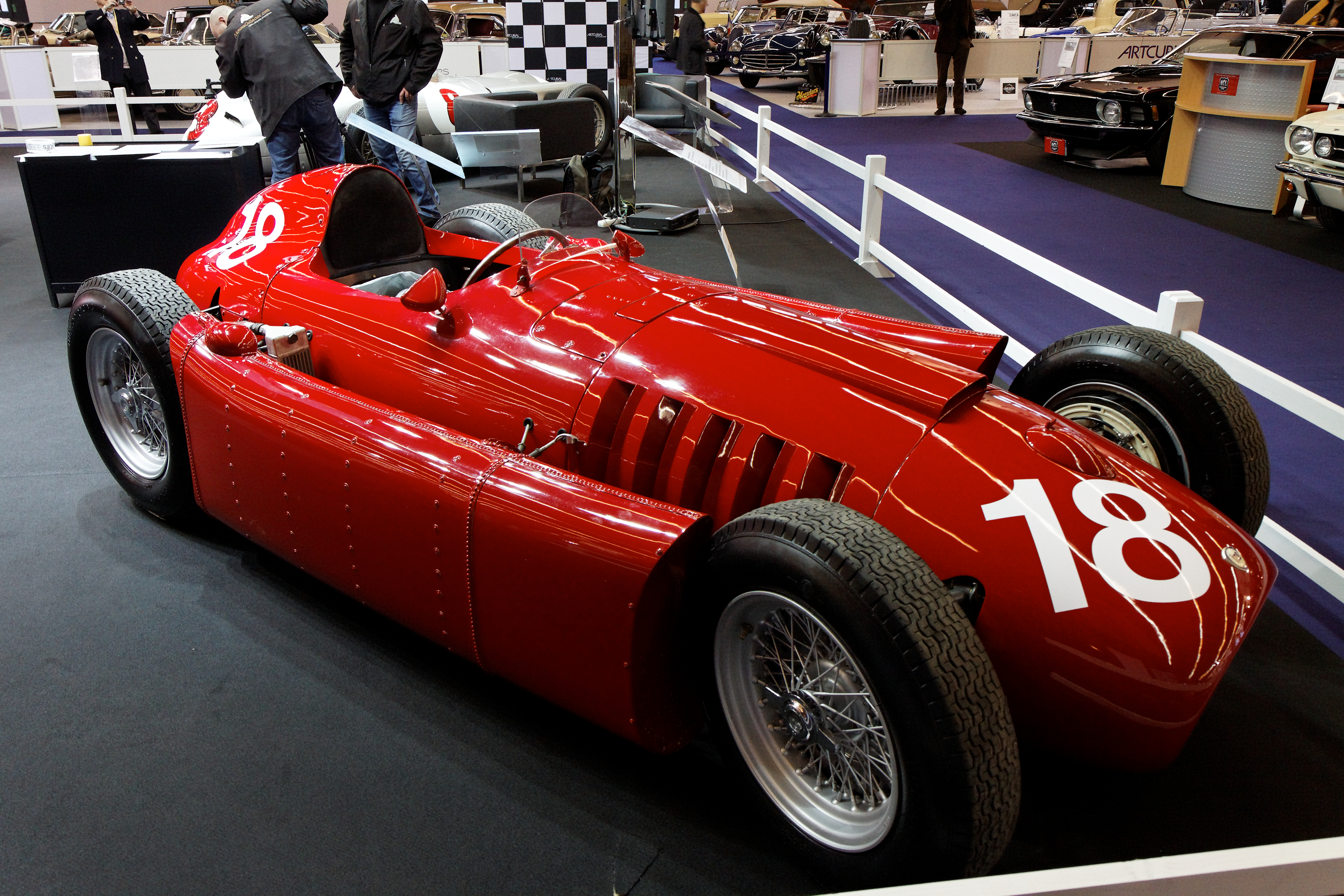
Lancia D50
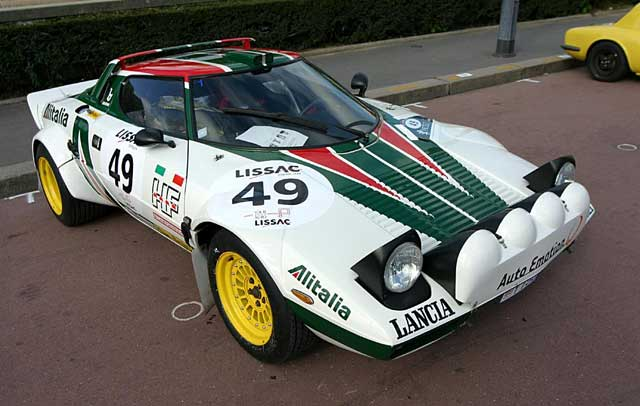
Lancia Stratos
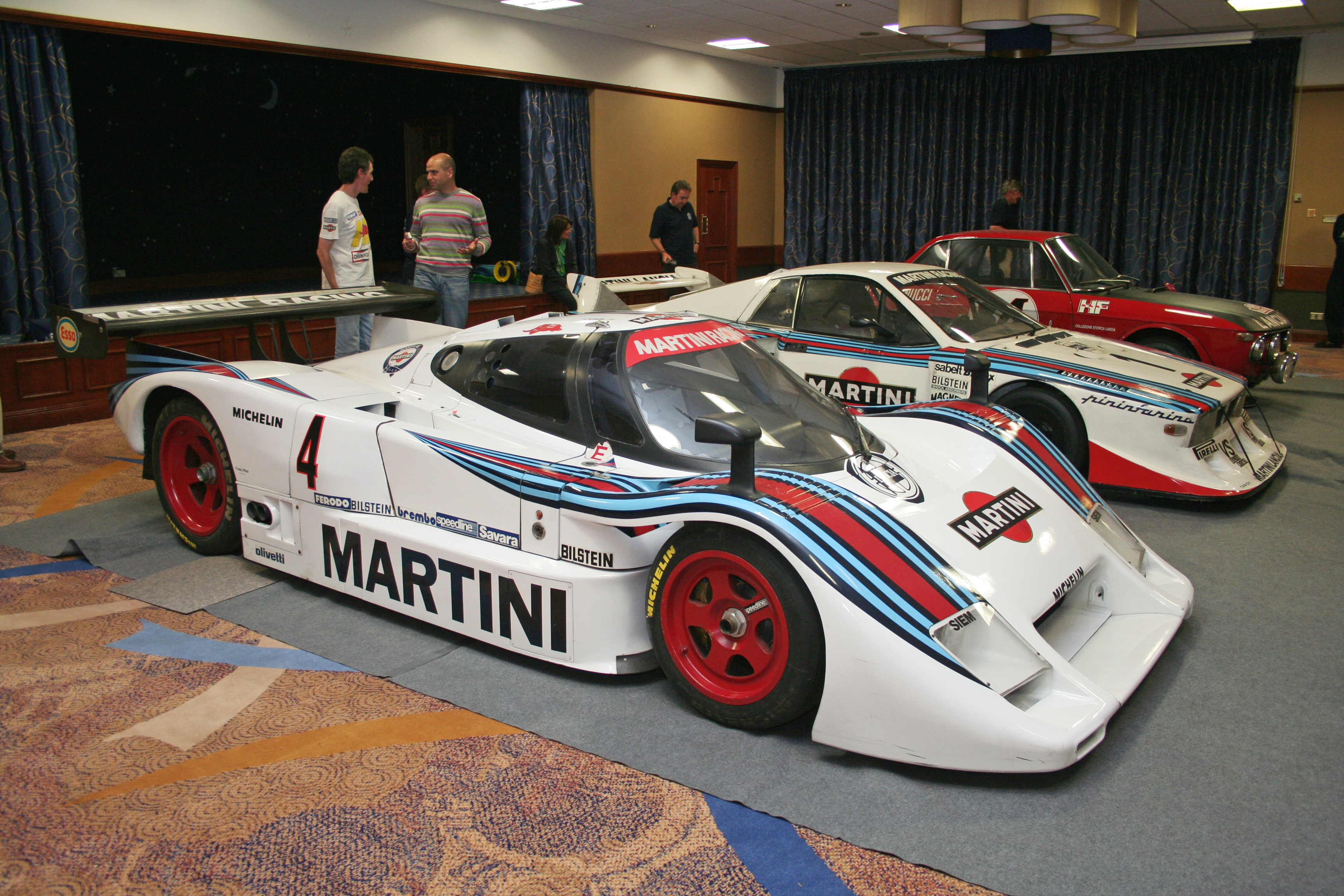
Lancia LC2 med en Montecarlo Turbo och en Fulvia HF i bakgrunden.

### Formel 1
Lancia debuterade i formel 1 med Janos F1-bil, Lancia D50 i slutet av säsongen 1954. Tävlandet fortsatte i början av 1955 men satsningen på bilsport kostade mer än den smakade och en bit in på säsongen var pengarna slut. Familjen Lancia var tvungna att sälja företaget och D50-bilarna skänktes till Scuderia Ferrari som hade stora problem med Squalo-modellen. D50:n tävlade vidare under Ferrari-namnet och förde Juan Manuel Fangio till VM-titeln 1956.

### Rally

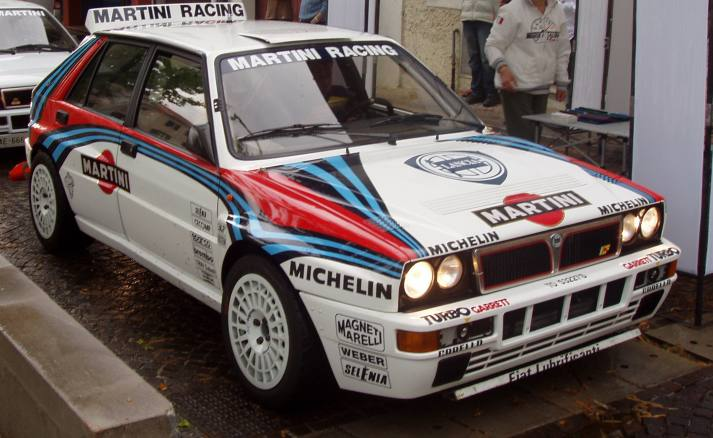
Lancia Delta HF Integrale.

Lancias bilar hade använts i rally av olika privata förare. Bland annat vanns Monte Carlo-rallyt 1954 av en Aurelia. Från 1965 gjorde Lancia en fabrikssatsning med Fulvia-modellen och tog Harry Källström till EM-titeln 1969. Lancia Stratos var den första bilmodell som byggts speciellt för rally och framgångarna fortsatte med 037:an. Med Delta HF Integrale tog Lancia sex raka VM-titlar mellan 1987 och 1992. Lancia drog sig ur VM-serien 1993 men är ännu 2011 det märke som vunnit flest VM-titlar.